# ادوارد وان بوان
ادوارد وان بوان (انگلیسی: Edward Vaughan Bevan; ۳ نوامبر ۱۹۰۷ – ۲۲ فوریهٔ ۱۹۸۸) قایقران روئینگ اهل بریتانیا بود.